# 116 هـ
116 هـ هي سنة في التقويم الهجري امتدت مقابلةً في التقويم الميلادي بين سنتي 734 و735.

## وفيات
- الجنيد بن عبد الرحمن المري